# حرب البرانس
حرب البرانس وعرفت أيضاً باسم حرب روسيون و حرب التحالف هي حرب شنتها كل من مملكة إسبانيا ومملكة البرتغال ضد الجمهورية الفرنسية الأولى من سنة 1793 إلى سنة 1795، لأجل إعادة روسيون تحت سيطرة إسبانيا بعد سقوط حكم البوربون في فرنسا، تمكنت إسبانيا من السيطرة على روسيون وثم توغلت القوات الإسبانية وطاردت الفرنسيين حتى طولون، لكن سرعان ما مسك الفرنسيون زمام الأمور وإنتصروا على الإسبان وطاردوهم حتى كتالونيا وكبدوهم خسائر كبيرة في نوفمبر 1794، وإستولت فرنسا على مزيد من الأراضي ألتي كانت تحت سيطرة إسبانيا.
كانت الحرب وحشية من ناحيتين على الأقل. أصدرت لجنة السلامة العامة قرارًا بإعدام جميع سجناء الملكية الفرنسية. إضافة إلى ذلك، أرسل الجنرالات الفرنسيون الذين خسروا المعارك أو أثاروا استياء مفوضي البعثة   كاملي الصلاحيات إلى السجن أو المقصلة على نحو مثير للقلق. نال قادة وجنرالات جيش جبال البرانس الشرقية القسم الأكبر من سوء الحظ في هذا الصدد.

## البرانس الشرقية

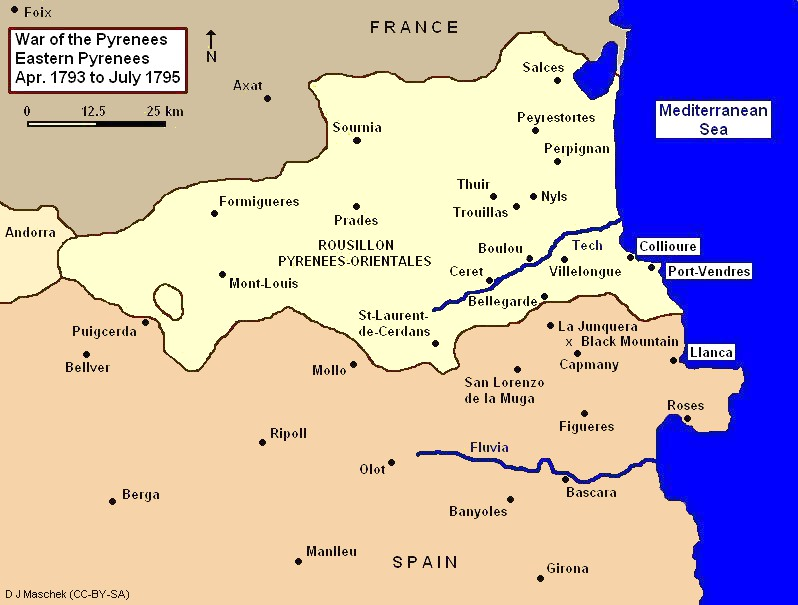
خريطة حملة المسرح الشرقي لحرب جبال البرانس 1793-1795

عند اندلاع الحرب، عين الملك تشارلز الرابع ملك إسبانيا الفريق أول أنطونيو ريكاردوس لقيادة جيش كتالونيا في جبال البرانس الشرقية. غزا ريكاردوس مقاطعة سيردانيا واستولى على مدينة سان لوران دي سيردان في 17 أبريل 1793. بعد ثلاثة أيام، دحر قوة فرنسية في مدينة سيري على نهر تيك. في حالة من اليأس، انتحر القائد المسن المسؤول عن روسيون، ماتيو هنري مارشان دي لا هوليير. في 30 أبريل، قسمت الحكومة الفرنسية جيش جبال البرانس إلى جيش البرانس الشرقية وجيش البرانس الغربية.
في معركة ماس دو في 19 مايو 1793، هزم ريكاردوس لويس تشارلز دي فلير، مما سمح للإسبان بمحاصرة حصن بيلغارد في 23 مايو. انتهى حصار بيلغارد باستسلام الحامية الفرنسية في 24 يونيو. خلال معركة بيربينيا في 17 يوليو، أعاد دي فلير الإسبان على أعقابهم ولو أن الخسائر الفرنسية كانت أكبر. في 28 أغسطس هزم لوك سيميون أوغست داغوبير قوة إسبانية تحت قيادة مانويل لا بينيا في بويغثيردا في سيردانيا.
في سبتمبر، أرسل ريكاردوس فرقتين بقيادة جيرونيمو غيرون مونتيزوما، ماركيز دي أماريلاس، وخوان دي كورتن من أجل عزل قلعة بيربينيا. ومع ذلك، حشد أوستاش شارل دوت الفرنسيين لينتصر عندئذ في معركة بيريستور في 17 سبتمبر. مثّل ذلك أبعد تقدم إسباني في روسيون. بعد خمسة أيام، هزم ريكاردوس داغوبير في معركة تروياس قبل أن يعود إلى وادي نهر تيك. صد ريكاردوس دوت في مدينة لو بولو في 3 أكتوبر. شهدت معركة نهر تيك (بلا ديل ري) في 13 – 15 أكتوبر صد الإسبان لهجمات لويس ماري تورو. انضمت فرقة برتغالية قوامها 5,000 رجل بقيادة جون فوربس إلى ريكاردوس في الوقت المناسب لهزيمة دوت في معركة فيلونغ ديل مون في 7 ديسمبر. في معركة كوليور، استولى غريغوريو غارسيا دي لا كويستا على موانئ كوليور وبورت فيندر من الفرنسيين في 20 ديسمبر.
توفي ريكاردوس في 13 مارس 1794، ودُفن النجاح الإسباني معه. توفي الفريق أول أليخاندرو أوريلي بعد عشرة أيام من وفاة الرجل الذي كان سيخلفه، وعُين لويس فيرمين دي كارفاخال، حاكم الاتحاد، لقيادة جيش كتالونيا عوضًا عنه. كان لجيش جبال البرانس الشرقية قائد جديد أيضًا، وهو جاك فرانسوا دوغومييه. في معركة بولو، من 29 أبريل إلى 1 مايو، دفع دوغومييه جيش كارفاخال جنوب الحدود وأجبر الإسبان على التخلي عن جميع مدفعياتهم وقوافلهم. سقطت كوليور في يد الفرنسيين في أواخر مايو وأُسرت حامية أوجينيو نافارو الإسبانية البالغ قوامها 7,000 رجل. فر مدافعو الملكية الفرنسية في قوارب صيد قبل الاستسلام لتجنب الإعدام. أرسى دوغومييه حصارًا على بيلغارد في 5 مايو. دارت معركة لا جونكيرا غير الحاسمة في 7 يونيو. في معركة سان لورينزو دي لا موغا في 13 أغسطس، صد بيير أوجيرو محاولة إسبانية لتحرير بيلغارد. سقطت القلعة في 17 سبتمبر بعد تجويع الحامية الإسبانية. من 17 إلى 20 نوفمبر، شهدت معركة الجبل الأسود الحرجة مقتل كل من دوغومييه وكارفاخال أثناء القتال. تولى دومينيك كاثرين بيرينون قيادة الفرنسيين وقادهم إلى النصر. سرعان ما سقطت فيغيراس وقلعتها سان فيران في يد الفرنسيين مع 9,000 أسير.
أنهى بيير فرانسوا سوريه حصار روساس بنجاح في 4 فبراير 1795. حل بارتيملي لويس جوزيف شيرير محل بيرينيون في قيادة الجيش. في 14 يونيو 1795، هُزم شيرير بالقرب من نهر فلوفيا على يد خوسيه رامون أوروتي في معركة باسكارا. بعد توقيع معاهدة السلام ولكن قبل وصول الخبر إلى جبهة القتال، استعاد كويستا بويغثيردا وبيلفر من الفرنسيين في 26 و27 يوليو.